# ヴォイスィー陽介
ヴォイスィー陽介（ヴォイスィーようすけ、1975年8月28日 - ）は、KAIENTAI DOJOに所属していたリングアナウンサー。神奈川県横浜市出身。身長165cm、体重58kg。血液型O型。本名は非公開。

## 経歴
初コールは2002年5月30日サンボ大石vsマイク・リーJr.戦。カロリーナあきこや味方冬樹らと共にリングアナを務め、主にKAIENTAI DOJO特選秘情報局や前座のコールなどを担当した。2004年に事情によりロミー鈴木と共に退団した。

## 得意技
- ヴォイストレーニング

## 入場テーマ曲
- 「K-DOJO特選マル秘情報局のテーマ」（Y.Takeya）※「KAIENTAI DOJO vol.7」に収録

## 特記
- 現在は福岡でボイストレーナーをしているらしい。

## テレビ出演
- THIS IS KAIENTAI DOJO（GAORA）